# 杰卡潘·布塔
杰卡潘·布塔（1994年6月4日—），泰国男演员、歌手兼模特兒，汉名金建成，昵称Build，毕业于曼谷大学传播艺术学院。代表作有《黑帮少爷爱上我》（2022年）。

## 影视作品

### 电视剧
| 年份   | 剧名               | 角色          | 播放平台      | 备注 |
| ------ | ------------------ | ------------- | ------------- | ---- |
| 2017年 | 《复仇的受害者》   | 达奈（Danai） | 泰国第3电视台 | 配角 |
| 2018年 | 《粉色罪孽》       | Katha         | 泰国第3电视台 | 配角 |
| 2021年 | 《珠光璀璨》       | Oak           | 泰国第3电视台 | 配角 |
| 2022年 | 《黑帮少爷爱上我》 | 披特（Pete）  | One 31        | 配角 |